# Селище (Стародубский район)
Селище — село в Стародубском муниципальном округе Брянской области.

## География
Находится в южной части Брянской области на расстоянии приблизительно 16 км по прямой на запад-северо-запад от районного центра города Стародуб.

## История
Возникло предположительно в начале XIX века как деревня, основанная выходцами из села Литовск с преимущественно казацким населением. В 1930-е годы упоминалась Покровская церковь (не сохранилась). В советское время работал колхоз им. Крупской. В 1859 году здесь (деревня Стародубского уезда Черниговской губернии) было учтено 36 дворов, в 1892—122. До 2020 года входило в состав Запольскохалеевичского сельского поселения Стародубского района до их упразднения. В селе оборудована новая Покровская церковь на базе постройки советского периода.

## Население
Численность населения: 599 человек (1859 год), 709 (1892), 348 человек в 2002 году (русские 100 %), 294 в 2010.